# Verrücktes Afrika
Verrücktes Afrika ist eine US-amerikanische Filmkomödie des Komikerduos Abbott und Costello aus dem Jahr 1949. Das Drehbuch basiert auf einer Erzählung von Earl Baldwin.

## Handlung
Buzz und Stanley arbeiten in einem New Yorker Warenhaus. Sie werden nach einem Buch gefragt, in dem eine Karte einer Diamantenmine im afrikanischen Kongo abgebildet ist. Das Buch „Dark Safari“ wird nicht mehr herausgegeben, doch Stanley kann sich an die Karte erinnern und will sie für viel Geld aus dem Gedächtnis heraus für zwei Interessierte, McCoy und Wilson, kopieren. Stanley weiß nicht, dass Buzz der gutsituierten Diana Emerson eine Kopie für noch mehr Geld versprochen hat. McCoy und Wilsen sind Dianas Handlanger. Als Buzz und Stanley am Abend bei Diana auftauchen, planen die beiden Angestellten eine Expedition mit dem bekannten Entdecker Clyde Beatty. Buzz erfährt, wie viel Diana dem Entdecker zahlen will. Er will mehr für Stanleys Kopie herausschlagen, ansonsten würden beide eine eigene Expedition durchführen. Widerstrebend willigt Diana ein. Nach außen gibt sie vor nach einer seltenen Orang-Utan-Art zu suchen. Doch natürlich ist die Diamantenmine ihr wirkliches Ziel.
In Afrika angekommen, stellt Buzz fest, dass Stanley in Wirklichkeit keinerlei Ahnung über die Karte hat. Um sich nicht zu verraten, leiten die beiden die Expedition als Führer ins Landesinnere. Unterwegs lernt Stanley den Abenteurer Frank Buck kennen, der zufällig nach dem Orang-Utan sucht. Einer dieser Affen gerät in eine Falle, die Buck aufgestellt hat, doch Stanley lässt den Affen versehentlich frei. Nach einigen Zusammenstößen mit der einheimischen Tierwelt stolpern Buzz und Stanley über die gesuchte Mine. Hier stellt sich heraus, dass die Mine Dianas wirkliches Ziel war. Buzz und Stanley werden von eingeborenen Kannibalen entführt. Der dankbare Orang-Utan befreit Stanley, der zusammen mit Buzz Diana dazu drängt, Beatty, McCoy und Wilson aus dem Handel auszuschließen.
Der Häuptling und einige seiner Männer suchen das Camp auf. Sie bieten Diamanten für den delikat aussehenden Stanley. Buzz und Stanley fliehen und werden von den Eingeborenen und auch von Dianas Truppe verfolgt. Buzz will seine Tasche mit den Diamanten verstecken, rennt jedoch in den Orang-Utan, der dem panischen Buzz die Tasche entwindet. Der Orang-Utan sammelt alle Affen der Gegend, um Stanley zu retten. Die Verfolger flüchten in den Urwald.
In New York betritt der adrett gekleidete Stanley das Livington Building, in dem Buzz als Fahrstuhlführer arbeitet. Stanley fährt nach oben und erstattet seinem Direktor, dem Orang-Utan, Bericht.

## Kritik
Das Lexikon des internationalen Films beschreibt den Film als „recht unterhaltsame Filmgroteske.“
Die New York Times kritisiert das Komikerduo. Jeder weitere Film werde dümmer und weniger lustig. Der Film sei eine kraftlose Komödie.

## Hintergrund
Die Uraufführung fand am 4. Mai 1949 in New York statt. In Deutschland erschien der Film erst am 18. August 1950 in den Kinos.
Clyde Beatty und Frank Buck spielen sich hier selber. Clyde Beatty war ein bekannter Dompteur und Tiertrainer. Der ein Jahr nach den Dreharbeiten verstorbene Frank Buck war Jäger und Zoobesitzer, der mehrfach in Dschungelfilmen und TV-Serien auftrat. Die Darsteller der Handlanger McCoy und Wilson, Max und Buddy Baer, waren Brüder. Der ältere Bruder Max war ehemaliger Boxweltmeister im Schwergewicht. Auch Buddy war Boxer, doch nicht ganz so erfolgreich wie Max. Der Orang-Utan wurde durch einen verkleideten Schauspieler dargestellt. Der geborene Philippiner Charles Gemora hatte viel Erfahrung, stellte er doch in seiner Karriere oftmals Menschenaffen dar. Einen Gastauftritt hatten zwei Mitglieder der Komikergruppe Three Stooges, Shemp Howard und Joe Besser. Shemp und Joe traten allerdings hier das einzige Mal gemeinsam vor eine Kamera. Dialogdirektor war Norman Abbott, der Neffe des Hauptdarstellers Bud Abbott.
Der Titel der Abenteuerparodie spielt auf den Dokumentarfilm Africa Speaks! (1930) von Walter Futter an.
Der Film ist als Public Domain frei verfügbar.